# Jelenség
A jelenség egy megfigyelhető tény vagy esemény. A szó mai filozófiai értelmébe Immanuel Kant filozófusnak köszönhetően jött át.

## Általános értelmében
A mindennapi szóhasználatban a jelenség szó általában egy különleges eseményre utal. A kifejezés olyan eseményekre utal, amely először megtagadja a magyarázatot vagy megzavarja azt, aki megfigyelte. A Dictionary of Visual Discourse szerint 
 A mindennapi szóhasználatban a "jelenség" szó 
minden olyan esemény, amelyet érdemes megjegyezni és vizsgálni, jellemzően nem kívánt vagy szokatlan esemény, személy vagy különös jelentőségű vagy más módon figyelemre méltó tény".

## A filozófiában
A modern filozófiai használatban a „jelenség” kifejezés azt jelenti, hogy „a valóság alapján tapasztalható”.
Immanuel Kant (1770) elmélete szerint az emberi elme korlátozott a logikai világhoz, és így csak fizikai megjelenésük szerint tudja értelmezni és megérteni az eseményeket. Azt írta, hogy az emberek csak annyit tudtak következtetni, amennyit az érzékeik megengedtek, de magát a tényleges tárgyat nem tapasztalhatták meg. Így a jelenség szó minden olyan eseményre utal, amelyet érdemes figyelni és vizsgálni, kifejezetten az olyan eseményeket, amelyek különösen szokatlanok, vagy megkülönböztetett figyelmet igényelnek.

## A tudományban
Tudományos értelemben jelenség minden olyan esemény, amely megfigyelhető, ideértve a műszerezés használatát is, adatok megfigyelésére, rögzítésére vagy összeállítására. Különösen a fizikában, egy jelenség tanulmányozása leírható úgy is, mint az időhöz, az anyaghoz és az energiához kapcsolódó mérték, például: például Isaac Newton megfigyelései a Hold pályájáról és az univerzális gravitációról, vagy Galileo Galilei megfigyelései egy inga mozgásáról.
A természettudományokban a jelenség egy megfigyelhető esemény. Gyakran ezt a kifejezést használják anélkül, hogy figyelembe vennék egy adott esemény okait. A fizikai jelenségre példa a holdpálya vagy az inga lengésének jelensége. 
A mechanikus jelenség a tárgyak egyensúlyával vagy mozgásával azonosított fizikai jelenség.

## A szociológiában
A csoportjelenségek az egyes létformák, általában szervezetek és különösen az emberek egy adott csoportjának viselkedését érintik. Az egyének viselkedése gyakran változik egy csoportban, különböző módon, és egy csoportnak lehet saját viselkedése, ami az egyén számára nem lehetséges, a csorda mentalitás (herd mentality) miatt.
A társadalmi jelenségek különösen az élőlényekre és az emberekre vonatkoznak. A csoportra jellemző hozzáállásnak és eseményeknek a csoporton kívüli hatásai lehetnek, és vagy a nagyobb társadalom alkalmazkodik hozzájuk, vagy aberránsnak tekintik, megbüntetik vagy kerülik őket.